# Jaime Nielsen
Jaime Nielsen (Hamilton, 9 de març de 1985) és una ciclista neozelandesa, que combina la carretera amb el ciclisme en pista. Especialista en Persecució per equips, ha obtingut tres medalles als Campionats del món de l'especialitat. També destaca com a contrarellotgista, on ha guanyat tres campionats nacionals

## Palmarès en pista
- 2010
  - Campiona d'Oceania en Persecució
  -  Campiona de Nova Zelanda en Persecució per equips
- 2011
  - Campiona d'Oceania en Persecució per equips
- 2013
  - Campiona d'Oceania en Persecució per equips
  -  Campiona de Nova Zelanda en Persecució
- 2014
  - Campiona d'Oceania en Persecució per equips
- 2017
  -  Campiona de Nova Zelanda en Persecució per equips

### Resultats a laCopa del Món
- 2010-2011
  - 1a a Pequín, en Persecució per equips

## Palmarès en ruta
- 2014
  -  Campiona de Nova Zelanda en contrarellotge
- 2015
  -  Campiona de Nova Zelanda en contrarellotge
- 2017
  -  Campiona de Nova Zelanda en contrarellotge